# Jacques Catteau
Jacques Catteau (1935-2013) fue un eslavista y crítico literario francés.

## Biografía
Nació en 1935. Catteau, que estudió la figura del novelista ruso Fiódor Dostoyevski, fue autor de La Création littéraire chez Dostoievski (Institut d'etudes slaves, 1978), un libro que en 1979 obtendría el Gran Premio de Crítica Literaria (Grand prix de la critique littéraire, en francés) y en 1980 el Premio Bordin, otorgado por la Academia Francesa. Una década más tarde su obra sobre Dostoyevski se traduciría al idioma inglés, bajo el título Dostoyevsky and the Process of Literary Creation (Cambridge University Press, 1989), traducida por Audrey Littlewood. Falleció en 2013.